# 柱穗薹草
柱穗薹草（学名：Carex cylindriostachya）是莎草科薹草属的植物，为中国的特有植物。分布于中国大陆的四川西部和西南部、云南西北部等地，生长于海拔1,900米至3,400米的地区，多生长在高山松林下及林间湿草地，目前尚未由人工引种栽培。

## 别名
圆柱薹草（横断山区维管植物）